# Bayern Munich (basket-ball)
Cet article concerne le club de basket-ball du Bayern Munich. Pour le club de football, voir Bayern Munich.
Maillots
Le Bayern Munich est un club allemand de basket-ball, section du club omnisports du Bayern Munich, basé dans la ville de Munich en Bavière. Le club évolue en Basketball-Bundesliga, soit le plus haut échelon du championnat d'Allemagne.
Le Bayern Munich a une longue tradition en basket-ball. Avant ses succès dans les années 1950 et 1960 (champions d'Allemagne en 1954 et 1955 et vainqueur de la coupe d'Allemagne en 1968), le club a connu une grande popularité en 1956 quand près de 40 000 supporters se sont rassemblés lors d'un match exhibition en plein air contre l'équipe italienne de Lancia Bozen. En 1966, le club est membre fondateur de la Basketball-Bundesliga. Le club décline progressivement lors des années suivantes et est relégué en 1974 en deuxième division. Depuis lors, le club n'a jamais retrouvé son standing et n'a retrouvé l'élite qu'entre 1987 et 1989. Depuis 2008, l'objectif affiché du club est de retrouver la gloire passée de l'équipe et de remonter en Basketball-Bundesliga. L'équipe remonte en Bundesliga en 2010. Pour parvenir aux objectifs fixés près de 8 millions d'euros sont injectés dans le club afin d'attirer des joueurs connus comme Steffen Hamann, Darius Hall ou encore Demond Greene ainsi que l'entraîneur de renom, Dirk Bauermann qui sera remplacé en 2012 par Svetislav Pešić. Depuis l'arrivée du Serbe, le club affiche une impressionnante série de victoires consécutives et se classe tous les ans parmi les meilleurs clubs du pays. En 2014, l'équipe réussit à remporter le titre de champion pour la première fois depuis près de soixante ans. En 2016 et 2017, le club parvient deux années de suite en finale de la Coupe d'Allemagne. En 2018, le club réussit le doublé Championnat-Coupe pour la première fois, s'installant durablement au plus haut niveau en Allemagne.

## Histoire

### Début (1946–1989)
Le Bayern Munich a été fondé en 1900 par des passionnés de football quittèrent un club de gymnastique munichois (MTV 1879). La section basket a été fondée en 1946 après qu'un ancien footballeur eut créé l'équipe après avoir pris sa retraite sportive.

## Palmarès
- Champion d'Allemagne : 1954, 1955, 2014, 2018, 2019, 2024 et 2025
- Coupe d'Allemagne : 1968, 2018, 2021, 2023 et 2024

## Joueurs et personnalités du club

### Entraîneurs
- Années 1950-60 :  Franz Kronberger
- Années 1980 :  Gregor Aas
- 2000-2005 :  Andreas Wagner
- 2005-2009 :  Georg Kämpf
- 2009-2010 :  Michael Schwarz
- 2010-2012 :  Dirk Bauermann
- 2012 :  Yannis Christopoulos
- 2012-2016 :  Svetislav Pešić
- 2016-2018 :  Aleksandar Đorđević
- 2018-2020 :  Dejan Radonjić
- 2020 :  Oliver Kostić (en)
- 2020-2023 :  Andrea Trinchieri
- 2023-2024 :  Pablo Laso
- depuis 2024 : / Gordon Herbert

### Joueurs emblématiques
- Robin Benzing
- Robert Garrett
- Demond Greene
- Steffen Hamann
- Yassin Idbihi
- Hans-Jörg Krüger
- Robert Maras
- Olaf Radatz
- Heiko Schaffartzik
- Dieter Schneider
- Klaus Schulz
- Helmut Uhlig
- Nihad Djedovic
- Vasilije Micić
- John Bryant
- Malcolm Delaney
- Darius Hall
- Jamar Howard
- Rashad Jones-Jennings
- Chad Prewitt
- Tyrese Rice
- Chevon Troutman
- Jonathan Wallace
- Tarvis Williams
- Beckham Wyrick
- Artur Kolodziejski
- Duško Savanović
- Vladimir Stimac